# サード・ストリーム
サード・ストリーム（Third stream、「第3の流れ」の意）は、ジャズとクラシック音楽の融合された音楽ジャンルである。この用語は、1957年に作曲家のガンサー・シュラーがブランダイス大学での講義で造ったもの。インプロヴィゼーション（即興）は一般的にサード・ストリームの重要な要素と見なされている。

## シュラーの定義
1961年、シュラーはサード・ストリームを「ジャズとクラシック音楽のほぼ中間に位置する新しいジャンルの音楽」と定義した。彼は「定義上、『サード・ストリーム・ジャズ』のようなものは存在しない」と主張した。サード・ストリームの両側の批評家たちが自分の好む音楽を他の音楽で汚すことに反対したが、そのような努力は「彼らの伝統への攻撃」であると感じたジャズ・ミュージシャンによって通常より激しい反対がなされたと述べた。彼は「音楽を『別個の第3の流れ』として指定することによって、他の2つの主流は融合の試みの影響を受けずに進むことができる」と書いている。
批評家は、2つの非常に異なるスタイルを利用することにより、サード・ストリームがそれらを組み合わせる際にそれぞれの力を弱めると主張している。別の人はそのような概念を拒否し、サード・ストリームを興味深い音楽の発展と見なしている。1981年、シュラーは「サード・ストリームとは何でないか」のリストを提供した：
- 弦楽器を伴うジャズではない。
- 「クラシック」な楽器で演奏されるジャズではない。
- ジャズ奏者が演奏するクラシック音楽ではない。
- ビバップの交換の間にラヴェルやシェーンベルクを少し挿入することでも、その逆でもない。
- フーガ形式のジャズではない。
- ジャズ奏者が演奏するフーガではない。
- ジャズやクラシック音楽を廃止するようには設計されていない。これは、今日のクリエイティブなミュージシャンにとって、多くの選択肢の1つにすぎない。

## 作曲と録音
シュラーは、ミュージシャンのグループを率いて、アルバム『Music for Brass』（1957年）と『Modern Jazz Concert』（1958年）を録音した。これらのアルバムは、後に1枚のアルバム『The Birth of the Third Stream』にまとめられた。その最初期のものとしては、シュラー、J・J・ジョンソン、ジョン・ルイス、ジミー・ジュフリーによる作品が含まれている。セカンド・アルバムは、シュラー、ジュフリー、ジョージ・ラッセル、チャールズ・ミンガス、ハロルド・シャペロ、ミルトン・バビットによる作品を、ジャズとクラシックのミュージシャンとで組み合わせたものである。この音楽は、1957年のブランダイス芸術フェスティバルで初演され、「新しい総合 (a new synthesis)」というシュラーのコメントに影響を与えた。シュラーのコメントから影響を受けた作曲家には、ドン・エリス、エディ・ザウター、ウィリアム・ルッソ、アンドレ・オデール、ラロ・シフリン、テオ・マセロ、ゲイリー・マクファーランド、フリードリヒ・グルダが含まれている。サード・ストリームの影響を受けた他の人物には、ロバート・プリンス、ロン・カーター、エディ・ダニエルズ、ウィリアム・カネンギザー、ジャック・ルーシェ、モダン・ジャズ・カルテット、ジェイムス・ニュートン、ラルフ・タウナー、タートル・アイランド・カルテット、メアリー・ルー・ウィリアムス、ブラッド・メルドー、エバーハルト・ウェーバーと他の数人のECMレコード・アーティスト＝イタリアではとりわけ、ブルーノ・トンマーゾ、ジャン・ルイージ・トロヴェシ、アンドレア・ペレグリーニ、ジョルジョ・ガスリーニが含まれている。
サード・ストリームの見出しに該当する作品には、マイルス・デイヴィスの『スケッチ・オブ・スペイン』、エディ・ザウターのサックスと弦楽器の組曲『Focus』、シュラーによる『Transformation』、ウィリアム・ルッソによる『An Image of Man』、ダリオ・サヴィーノ・ドロンゾとピエトロ・ガロによる『Reimagining Opera』、ジュフリーによる『Piece for Clarinet and String Orchestra』、J・J・ジョンソンによる『Poem for Brass』、ジョージ・ラッセルによる『All About Rosie』、マイケル・ギブスによる『Seven Songs for Quartet and Chamber Orchestra』、クラウス・オガーマンによる『Symbiosis』、キース・ジャレットによる『Arbour Zena』が含まれている。

## 作曲家とパフォーマー
シュラーは、ベーラ・バルトークが彼の音楽を東ヨーロッパのフォーク・ミュージックと融合させたと示唆した。
ポール・ホワイトマンは、1920年代に自身のジャズ・バンドでストリング・セクションを採用し、1940年代のアーティ・ショウも同様に行動した。これらのミュージシャンたちは部分的な作曲を行い、即興演奏家をサポートしていた。ジャズとクラシックをつなぐより劇的な試みは、1949年にチャーリー・パーカーによって、また1950年代にJ・J・ジョンソン、ジョン・ルイス、ウィリアム・ルッソによって行われた。
ジョージ・ガーシュウィンは『ラプソディ・イン・ブルー』（1924年）でジャズと交響曲をブレンドした。フランスの作曲家ダリウス・ミヨーは『世界の創造』においてジャズのフーガを含む、ジャズに着想を得た要素を使用した。イーゴリ・ストラヴィンスキーは『ラグタイム』『ピアノ・ラグ・ミュージック』、そして1945年にクラリネット奏者ウディ・ハーマンと彼のオーケストラのために作曲された『エボニー協奏曲』のために、ジャズから作品を紡ぎ出した。ジャズを使用したその他の作曲家には、ジョージ・アンタイル、レナード・バーンスタイン、アーロン・コープランド、モートン・グールド、パウル・ヒンデミット、エルンスト・クルシェネク、ボフスラフ・マルティヌー、モーリス・ラヴェル、ドミートリイ・ショスタコーヴィチ、ウィリアム・グラント・スティル、クルト・ヴァイルがいる。これら例示したもののいくつかはサード・ストリームに分類できるが、クラシック作曲家たちの間におけるジャズへの関心と審美眼を示している。
レジナルド・フォーサイスは、1930年代から、2つのジャンルを組み合わせた最初のミュージシャンの1人であった。彼は自分のスタイルを「新しい音楽」と呼んだ。批評家たちは「Garden of Weed」「Serenade for a Wealthy Widow」、そしてバッハの影響を受けた「Dodging a Divorcee」を賞賛したが、イギリス国民は困惑した。フォーサイスの音楽はアメリカでより温かい歓迎を受け、その結果、エリントン、ベニー・グッドマン、アール・ハインズとのコラボレーションが実現した。アーティ・ショウは、1935年に珍しいアンサンブルの弦楽四重奏、ジャズのリズム・セクションを伴い、クラリネットとサックスをショウ自身が演奏した「Interlude in B-flat」を録音した。構想自体はサード・ストリームではないが、ピアニストのアート・テイタムはクラシックの技法を利用して、ヨーロッパの作曲家アントニン・ドヴォルザーク、ジュール・マスネ、アントン・ルビンシテインによる短いピースのジャズ・バージョンを録音した。
ジャズと現代音楽の融合は、1947年から1948年までスタン・ケントン・プログレッシブ・ジャズ・オーケストラ、1950年から1951年までイノヴェーションズ・オブ・モダン・ミュージック・オーケストラのチーフ・アーキテクトであったピート・ルゴロのペンにより生まれた。ミルハウドの学生であったルゴロは、ドビュッシー、ラヴェル、ストラヴィンスキーの楽譜を研究した。1947年から1952年までのケントンのためのロバート・グレッティンガーによる探索的作品は、現代音楽の技術を組み合わせている。彼がビッグバンドにカラフルなグラフやチャートを使用したことで、彼の音楽はジャズにおいて未知のハーモニックでリズミカルな領域となった。デューク・エリントンの音楽は、「Mood Indigo」「Dusk」「Reflections in D」などの印象的な作品のほか、「Creole Rhapsody」「Reminiscing in Tempo」「The Tattooed Bride」などのより拡張された作曲作品でも、ドビュッシー、ラヴェル、フレデリック・ディーリアスといったクラシック作曲家の音楽と比較されている。これらの傾向は、彼の協力者である作曲家のビリー・ストレイホーンによって共有された。ウクライナのピアニスト、ニコライ・カプースチンは、ロシアのピアノの伝統とアート・テイタムやオスカー・ピーターソンの名作スタイルを融合させたジャズのイディオムによって、完全に表記された音楽を作曲している。
作曲家のクシシュトフ・ペンデレツキは、自身の「Actions for Free Jazz Orchestra」において、作曲的にガイドされたフリー・ジャズ・インプロヴィゼーションを実験した。ハンス・ヴェルナー・ヘンツェは、フリー・ジャズを『Der langwierige Weg in die Wohnung der Natascha Ungeheuer』の作曲に取り入れた。

## ニューイングランド音楽院
ボストンのニューイングランド音楽院（NEC）の会長を務めていた間に、ガンサー・シュラーは、関連する学位プログラムを備えたサード・ストリーム部門を設立し、1973年にピアニスト作曲家のラン・ブレイクを部門長に任命した。ブレイクはこのユニークな部門（最終的にはコンテンポラリー・インプロヴィゼーションに改名）を、2005年に引退するまでの間、リードし続けた。世界のすべての音楽からのインスピレーションを利用して、「耳の優位性」、個人的なスタイルの開発、およびインプロヴィゼーションを中心に概念を広げた。教員には、ジャッキー・バイアード、ジョージ・ラッセル、ハンクス・ネツキー（後に議長になった）など、非常に影響力のあるパフォーマー作曲家が多数含まれている。著名な卒業生には、ドン・バイロン、クリスティン・コレア、ドミニク・イード、マット・ダリアウなど多数のパフォーマーや民族音楽学者が含まれている。